# Sutter Avenue
Sutter Avenue – stacja metra nowojorskiego, na linii L. Znajduje się w dzielnicy Brooklyn, w Nowym Jorku i zlokalizowana jest pomiędzy stacjami Atlantic Avenue i Livonia Avenue. Została otwarta 28 grudnia 1906.